# Microprosthema inornatum
Microprosthema inornatum is een tienpotigensoort uit de familie van de Spongicolidae. De wetenschappelijke naam van de soort is voor het eerst geldig gepubliceerd in 1990 door Manning & Chace.